# Fungiacyathus margaretae
Fungiacyathus margaretae är en korallart som beskrevs av Stephen D. Cairns 1995. Fungiacyathus margaretae ingår i släktet Fungiacyathus och familjen Fungiacyathidae. Inga underarter finns listade i Catalogue of Life.